# Stela Aszurbanipala z Borsippy

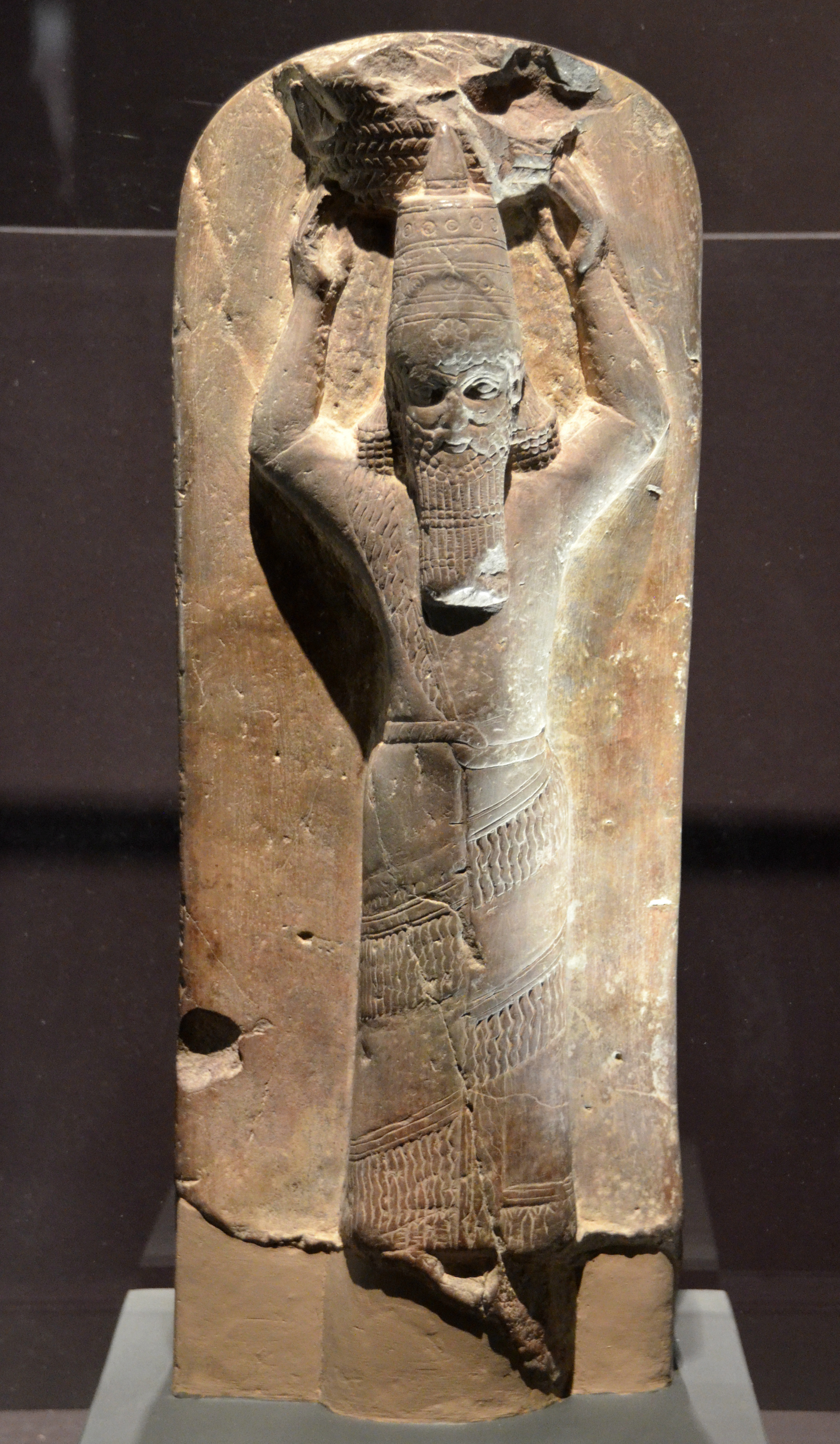
Stela Aszurbanipala z Borsippy – zbiory Muzeum Brytyjskiego

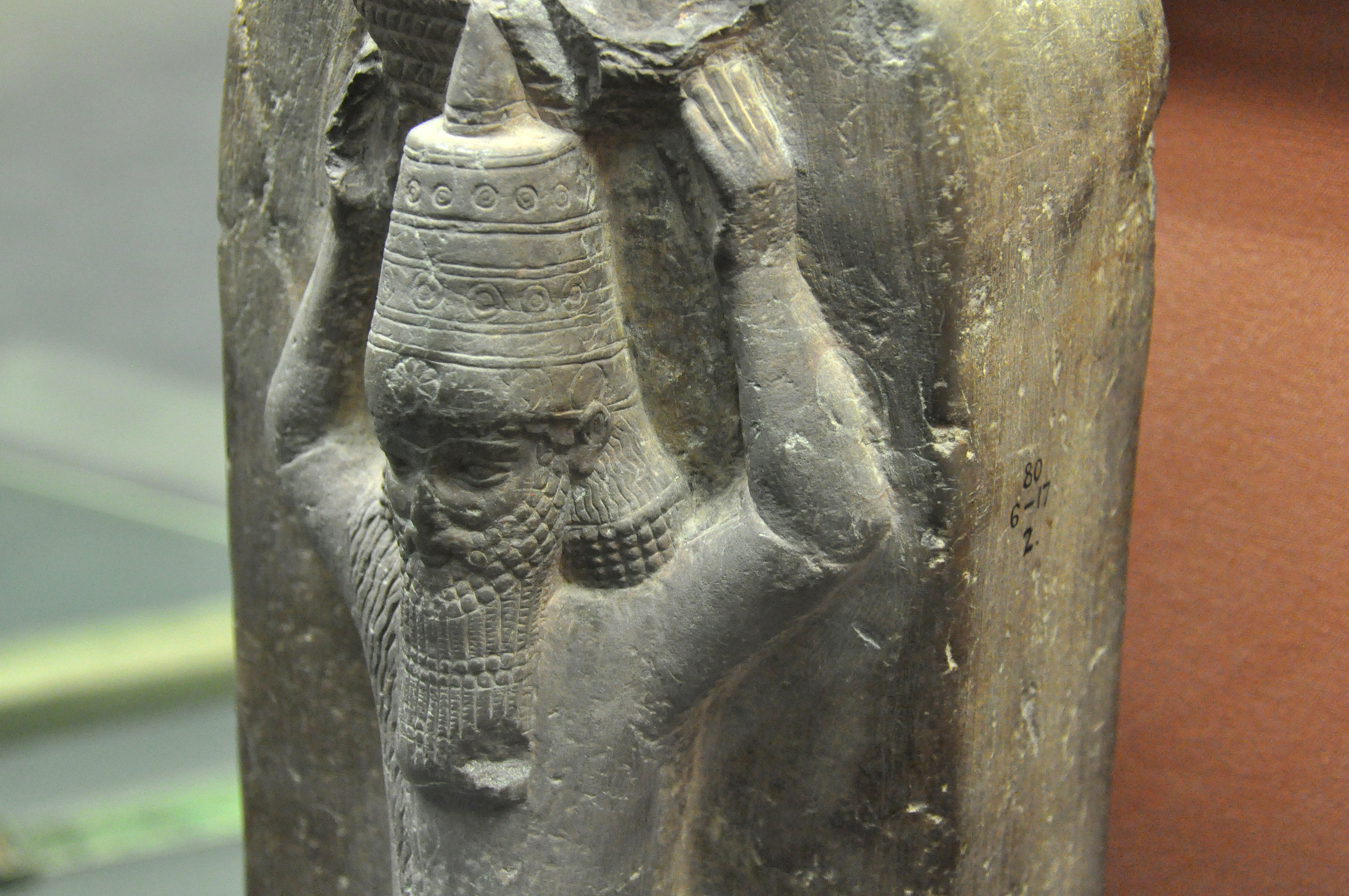
Stela Aszurbanipala z Borsippy (postać króla w przybliżeniu)

Stela Aszurbanipala z Borsippy – kamienna stela z przedstawieniem asyryjskiego króla Aszurbanipala (669–627? p.n.e.). Odnaleziona została w 1880 roku przez Hormuzda Rassama w Birs Nimrud (starożytnej Borsippie) w Iraku w trakcie prac wykopaliskowych prowadzonych na obszarze kryjącym pozostałości E-zidy, świątyni boga Nabu. Obecnie zabytek ten znajduje się w kolekcji Muzeum Brytyjskiego (nr inwent. BM 90865).

## Opis
Wykonana z czerwonego piaskowca stela ma wysokość 39 cm, szerokość 15,5 cm i grubość 13 cm. Na jej przedniej stronie umieszczona jest płaskorzeźba z wizerunkiem asyryjskiego króla Aszurbanipala. Król asyryjski przedstawiony został przodem. Ubrany jest w długą, sięgającą stóp szatę i nosi tradycyjne dla władców asyryjskich nakrycie głowy. Jego włosy i broda są misternie splecione. Wzniesione w górę ręce króla podtrzymują umieszczony na jego głowie kosz. Podstawa steli jest uszkodzona.
Aszurbanipal przedstawiony został na steli jako bogobojny władca-budowniczy świątyni, niosący na głowie kosz z ziemią do rytualnego uformowania pierwszej cegły. Ten właśnie sposób przedstawiania władcy szczególnie rozpowszechniony był w południowej Mezopotamii w drugiej połowie III tys. p.n.e. Ponowne pojawienie się tego motywu w czasach Aszurbanipala było być może próbą nawiązania przez tego władcę do tradycji wielkich królów Sumeru żyjących dwa tysiące lat przed nim. Przyjętą praktyką za czasów panowania tychże królów było umieszczanie w fundamentach lub ścianach wznoszonych przez nich świątyń depozytów fundacyjnych, mających często formę figurek przedstawiających ich samych jako budowniczych niosących na głowie kosz z ziemią. Jedna z takich figurek odkryta być mogła w trakcie zakrojonych na szeroką skalę prac budowlanych Aszurbanipala w miastach Babilonii, stając się inspiracją dla wizerunku na jego steli. 
Na tylnej stronie zabytku znajduje się licząca 49 linijek inskrypcja zapisana pismem klinowym w języku akadyjskim. Opisuje ona prace budowlane Aszurbanipala przy E-zidzie, głównym sanktuarium boga Nabu w Borsippie. W inskrypcji Aszurbanipal nosi asyryjskie i babilońskie tytuły królewskie, zaznaczając jednocześnie, iż to on wyznaczył swego brata Szamasz-szuma-ukina na tron Babilonu. Inskrypcja wylicza wielkie zalety asyryjskiego króla i zawiera prośbę do boga Nabu o jego przychylność i błogosławieństwo dla Aszurbanipala i Szamasz-szuma-ukina. Aszurbanipal zwraca się w niej również do przyszłych królów, aby ci uszanowali stelę. Inskrypcję kończy szereg klątw rzucanych na wszystkich tych, którzy chcieliby tą stelę uszkodzić lub zniszczyć.